# Municipio de Evans
El municipio de Evans (en inglés: Evans Township) es un municipio ubicado en el condado de Marshall en el estado estadounidense de Illinois. En el año 2010 tenía una población de 1322 habitantes y una densidad poblacional de 13,75 personas por km².

## Geografía
El municipio de Evans se encuentra ubicado en las coordenadas 41°4′18″N 89°6′1″O / 41.07167, -89.10028. Según la Oficina del Censo de los Estados Unidos, el municipio tiene una superficie total de 96.14 km², de la cual 96,04 km² corresponden a tierra firme y (0,1 %) 0,1 km² es agua.

## Demografía
Según el censo de 2010, había 1322 personas residiendo en el municipio de Evans. La densidad de población era de 13,75 hab./km². De los 1322 habitantes, el municipio de Evans estaba compuesto por el 95,76 % blancos, el 0,68 % eran afroamericanos, el 0,38 % eran amerindios, el 0,45 % eran asiáticos, el 1,66 % eran de otras razas y el 1,06 % eran de una mezcla de razas. Del total de la población el 4,01 % eran hispanos o latinos de cualquier raza.